# Brentford F.C. mùa giải 2011–12
Trong mùa giải 2011-12, Brentford thi đấu ở Football League One. Trong một mùa giải chuyển tiếp với huấn luyện viên mới Uwe Rösler, the Bees kết thúc ở vị trí thứ 9.

## Kết quả

### Giao hữu trước mùa giải
| 12 tháng 7 năm 2011 Practice match | Strømmen IF | 0-0      | Brentford | Sân vận động Strømmen |
|                                    |             | Chi tiết |           |                       |

| 16 tháng 7 năm 2011 | Tonbridge Angels | 0-10     | Brentford                                 | Sân vận động Longmeade |  |
|                     |                  | Chi tiết | MacDonald · Alexander · Norris · Spillane |                        |  |

| 19 tháng 7 năm 2011 | Hampton & Richmond Borough | 1-6      | Brentford                                                  | Sân vận động Beveree  |  |
| 19:45               | Duff                       | Chi tiết | Eger · Wood · Alexander · Norris pen.' · McGinn · Spillane | Lượng khán giả: 1.027 |  |

| 22 tháng 7 năm 2011 | Brentford     | 1-0      | Stoke City | Griffin Park          |  |
| 19:45               | MacDonald 72' | Chi tiết |            | Lượng khán giả: 2.946 |  |

| 26 tháng 7 năm 2011 | Brentford | 0-0      | Watford | Griffin Park          |  |
| 19:45               |           | Chi tiết |         | Lượng khán giả: 2.491 |  |

| 30 tháng 7 năm 2011 | Aldershot Town      | 1-2      | Brentford                             | Recreation Ground                               |  |
| 15:00               | Rankine 32' (ph.đ.) | Chi tiết | Alexander 38' (ph.đ.) · MacDonald 76' | Lượng khán giả: 1.147 Trọng tài: Danny McDermid |  |

### League One

#### Kết quả từng vòng đấu
| Vòng     | 1 | 2 | 3 | 4 | 5 | 6 | 7 | 8 | 9 | 10 | 11 | 12 | 13 | 14 | 15 | 16 | 17 | 18 | 19 | 20 | 21 | 22 | 23 | 24 | 25 | 26 | 27 | 28 | 29 | 30 | 31 | 32 | 33 | 34 | 35 | 36 | 37 | 38 | 39 | 40 | 41 | 42 | 43 | 44 | 45 | 46 |
| -------- | - | - | - | - | - | - | - | - | - | -- | -- | -- | -- | -- | -- | -- | -- | -- | -- | -- | -- | -- | -- | -- | -- | -- | -- | -- | -- | -- | -- | -- | -- | -- | -- | -- | -- | -- | -- | -- | -- | -- | -- | -- | -- | -- |
| Sân      | H | A | A | H | H | A | A | H | H | A  | H  | A  | H  | A  | H  | H  | A  | H  | A  | H  | A  | H  | H  | A  | A  | H  | A  | H  | A  | H  | A  | H  | A  | A  | H  | H  | A  | A  | H  | A  | H  | A  | H  | A  | H  | A  |
| Kết quả  | W | L | W | W | L | W | W | D | L | W  | L  | D  | D  | D  | L  | W  | D  | L  | W  | W  | D  | D  | D  | D  | D  | D  | L  | W  | L  | W  | L  | W  | D  | L  | W  | L  | L  | L  | W  | W  | W  | D  | D  | L  | L  | W  |
| Thứ hạng | 4 | 9 | 5 | 4 | 7 | 4 | 4 | 5 | 8 | 6  | 9  | 7  | 8  | 10 | 11 | 8  | 9  | 9  | 7  | 6  | 7  | 8  | 7  | 8  | 8  | 9  | 9  | 9  | 10 | 9  | 9  | 9  | 9  | 9  | 9  | 9  | 9  | 9  | 9  | 9  | 9  | 9  | 9  | 9  | 9  | 9  |

#### Tóm tắt kết quả
| Tổng thể | Tổng thể | Tổng thể | Tổng thể | Tổng thể | Tổng thể | Tổng thể | Tổng thể | Sân nhà | Sân nhà | Sân nhà | Sân nhà | Sân nhà | Sân nhà | Sân khách | Sân khách | Sân khách | Sân khách | Sân khách | Sân khách |
| ST       | T        | H        | B        | BT       | BB       | HS       | Đ        | T       | H       | B       | BT      | BB      | HS      | T         | H         | B         | BT        | BB        | HS        |
| -------- | -------- | -------- | -------- | -------- | -------- | -------- | -------- | ------- | ------- | ------- | ------- | ------- | ------- | --------- | --------- | --------- | --------- | --------- | --------- |
| 46       | 18       | 13       | 15       | 63       | 52       | +11      | 67       | 10      | 6       | 7       | 36      | 24      | +12     | 8         | 7         | 8         | 27        | 28        | −1        |

Nguồn: Statto

#### Kết quả
| 6 tháng 8 năm 2011 1 | Brentford                         | 2-0      | Yeovil Town | Griffin Park                                |  |
| 15:00                | Alexander 30' (ph.đ.) · Logan 76' | Chi tiết |             | Lượng khán giả: 6.278 Trọng tài: Pat Miller |  |

| 13 tháng 8 năm 2011 2 | Sheffield United         | 2-0      | Brentford | Bramall Lane                                 |  |
| 15:00                 | Slew 49' · Cresswell 70' | Chi tiết |           | Lượng khán giả: 17.769 Trọng tài: David Webb |  |

| 16 tháng 8 năm 2011 3 | Exeter City       | 1-2      | Brentford                        | St James Park         |  |
| 19:45                 | Bauza 66' (ph.đ.) | Chi tiết | Dunne 18' (l.n.) · Donaldson 37' | Lượng khán giả: 4.344 |  |

| 20 tháng 8 năm 2011 4 | Brentford                                            | 5-0      | Leyton Orient | Griffin Park          |  |
| 15:00                 | McGinn 6' · Legge 52' · Saunders 54', 75' · Bean 89' | Chi tiết |               | Lượng khán giả: 5.399 |  |

| 27 tháng 8 năm 2011 5 | Brentford | 0-2      | Tranmere Rovers         | Griffin Park          |  |
| 15:00                 |           | Chi tiết | Weir 28' · Robinson 46' | Lượng khán giả: 5.381 |  |

| 3 tháng 9 năm 2011 6 | Walsall        | 0-1      | Brentford                      | Sân vận động Bescot                        |  |
| 15:00                | · Nicholls 70' | Chi tiết | Donaldson 27' · Spillane 90+1' | Lượng khán giả: 3.972 Trọng tài: Chris Foy |  |

| 10 tháng 9 năm 2011 7 | Wycombe Wanderers | 0-1      | Brentford            | Adams Park                              |  |
| 15:00                 |                   | Chi tiết | O'Connor 36' (ph.đ.) | Lượng khán giả: 5.045 Trọng tài: Stroud |  |

| 13 tháng 9 năm 2011 8 | Brentford     | 1-1      | Colchester United | Griffin Park                          |  |
| 19:45                 | Donaldson 56' | Chi tiết | Wordsworth 90+1'  | Lượng khán giả: 4.714 Trọng tài: Ward |  |

| 17 tháng 9 năm 2011 9 | Brentford  | 1-3      | Preston North End          | Griffin Park                            |  |
| 15:00                 | McGinn 21' | Chi tiết | Mellor 10', 73' · Hume 32' | Lượng khán giả: 6.090 Trọng tài: D'Urso |  |

| 24 tháng 9 năm 2011 10 | Oldham Athletic | 0-2      | Brentford                | Boundary Park                                     |  |
| 15:00                  |                 | Chi tiết | Douglas 38' · Weston 73' | Lượng khán giả: 3.777 Trọng tài: Geoff Eltringham |  |

| 1 tháng 10 năm 2011 11 | Brentford | 0-4      | Huddersfield Town                            | Griffin Park                            |  |
| 15:00                  |           | Chi tiết | Rhodes 36', 76' · Số áovak 70' · Roberts 78' | Lượng khán giả: 6.101 Trọng tài: Graham |  |

| 8 tháng 10 năm 2011 12 | Carlisle United                   | 2-2      | Brentford                    | Brunton Park                           |  |
| 15:00                  | Berrett 23' · Clarkson 63' (l.n.) | Chi tiết | Clarkson 9' · Diagouraga 88' | Lượng khán giả: 4.184 Trọng tài: Lewis |  |

| 15 tháng 10 năm 2011 13 | Brentford | 0-0      | Scunthorpe United | Griffin Park                          |  |
| 15:00                   |           | Chi tiết |                   | Lượng khán giả: 4.907 Trọng tài: East |  |

| 22 tháng 10 năm 2011 14 | Notts County        | 1-1      | Brentford     | Meadow Lane                                   |  |
| 15:00                   | J Hughes 38' (pen.) | Chi tiết | Donaldson 46' | Lượng khán giả: 6.735 Trọng tài: Mark Haywood |  |

| 25 tháng 10 năm 2011 15 | Brentford | 0-1      | Stevenage     | Griffin Park                                  |  |
| 19:45                   |           | Chi tiết | Beardsley 73' | Lượng khán giả: 4.771 Trọng tài: Simon Hooper |  |

| 29 tháng 10 năm 2011 16 | Brentford                  | 2-1      | Chesterfield | Griffin Park                                    |  |
| 15:00                   | Saunders 24' · Bennett 82' | Chi tiết | Clarke 27'   | Lượng khán giả: 4.566 Trọng tài: Ian Williamson |  |

| 5 tháng 11 năm 2011 17 | Sheffield Wednesday | 0-0      | Brentford | Sân vận động Hillsborough                |  |
| 15:00                  |                     | Chi tiết |           | Lượng khán giả: 18.107 Trọng tài: D'Urso |  |

| 19 tháng 11 năm 2011 18 | Brentford | 0-1      | Charlton Athletic   | Griffin Park                              |  |
| 15:00                   |           | Chi tiết | Wright-Phillips 64' | Lượng khán giả: 8.095 Trọng tài: Ilderton |  |

| 26 tháng 11 năm 2011 19 | Rochdale    | 1-2      | Brentford                          | Sân vận động Spotland                   |  |
| 15:00                   | Holness 65' | Chi tiết | Alexander 11' (pen) · Saunders 78' | Lượng khán giả: 2.466 Trọng tài: Sutton |  |

| 10 tháng 12 năm 2011 20 | Brentford                  | 2-1      | Hartlepool United | Griffin Park                                |  |
| 15:00                   | McGinn 80' · Alexander 85' | Chi tiết | Collins 83'       | Lượng khán giả: 6.352 Trọng tài: Carl Berry |  |

| 17 tháng 12 năm 2011 21 | Bury           | 1-1      | Brentford             | Gigg Lane                                     |  |
| 15:00                   | John-Lewis 85' | Chi tiết | Alexander 61' (ph.đ.) | Lượng khán giả: 4.008 Trọng tài: Carl Boyeson |  |

| 26 tháng 12 năm 2011 22 | Brentford   | 1-1      | Bournemouth    | Griffin Park                                     |  |
| 15:00                   | Legge 90+4' | Chi tiết | Sheringham 19' | Lượng khán giả: 6.338 Trọng tài: Dean Whitestone |  |

| 31 tháng 12 năm 2011 23 | Brentford                               | 3-3      | Milton Keynes Dons                     | Griffin Park                                |  |
| 15:00                   | Alexander 65' (75), pen.' · Legge 90+2' | Chi tiết | Potter 4' · Balanta 6' · MacDonald 41' | Lượng khán giả: 5.397 Trọng tài: Gavin Ward |  |

| 2 tháng 1 năm 2012 24 | Charlton Athletic        | 2-0      | Brentford | The Valley                                     |  |
| 15:15                 | Morrison 31' · Green 90' | Chi tiết |           | Lượng khán giả: 17.506 Trọng tài: Graham Scott |  |

| 7 tháng 1 năm 2012 25 | Tranmere Rovers              | 2-2      | Brentford                     | Prenton Park                                  |  |
| 15:00                 | Devaney 4' · Dean 55' (l.n.) | Chi tiết | Alexander 22' · Donaldson 32' | Lượng khán giả: 4.432 Trọng tài: Dean Mohareb |  |

| 14 tháng 1 năm 2012 26 | Brentford | 0-0      | Walsall | Griffin Park                                |  |
| 15:00                  |           | Chi tiết |         | Lượng khán giả: 4.867 Trọng tài: Mark Brown |  |

| 21 tháng 1 năm 2012 27 | Huddersfield Town                    | 3-2      | Brentford                 | Sân vận động Galpharm                       |  |
| 17:20                  | Lee 41' · McCombe 45+2' · Rhodes 50' | Chi tiết | Alexander 21', pen.', 29' | Lượng khán giả: 14.405 Trọng tài: C Webster |  |

| 28 tháng 1 năm 2012 28 | Brentford                                               | 5-2      | Wycombe Wanderers           | Griffin Park                                  |  |
| 15:00                  | Alexander 10', 29', 81' · Saunders 22' · Diagouraga 73' | Chi tiết | Winfield 47' · Strevens 76' | Lượng khán giả: 5.560 Trọng tài: Mark Heywood |  |

| 14 tháng 2 năm 2012 29 | Colchester United  | 2-1      | Brentford  | Sân vận động Cộng đồng Weston Homes              |  |
| 19:45                  | Gillespie 83', 85' | Chi tiết | McGinn 57' | Lượng khán giả: 2.923 Trọng tài: James Linington |  |

| 20 tháng 2 năm 2012 30 | Brentford                                   | 4-0      | Carlisle United | Griffin Park                                   |  |
| 19:45                  | Dean 28' · Saunders 32' · Berahino 41', 53' | Chi tiết |                 | Lượng khán giả: 4.292 Trọng tài: Anthony Bates |  |

| 25 tháng 2 năm 2012 31 | Scunthorpe United | 0-0      | Brentford              | Glanford Park                                  |  |
| 15:00                  | Reid 16'          | Chi tiết | Bean 39' · Legge 90+2' | Lượng khán giả: 3.844 Trọng tài: Steve Rushton |  |

| 3 tháng 3 năm 2012 32 | Yeovil Town                  | 2-1      | Brentford                  | Huish Park                                  |  |
| 15:00                 | Upson 42' · Williams 49' 87' | Chi tiết | Saunders 25' · Douglas 76' | Lượng khán giả: 3.930 Trọng tài: Roger East |  |

| 6 tháng 3 năm 2012 33 | Brentford              | 2-0      | Exeter City                            | Griffin Park                                    |  |
| 19:45                 | Saido Berahino 41' 69' | Chi tiết | Logan 38' · O'Brien 40' · Số áoble 67' | Lượng khán giả: 4.124 Trọng tài: Darren Deadman |  |

| 10 tháng 3 năm 2012 34 | Brentford      | 0-2      | Sheffield United                             | Griffin Park                                     |  |
| 15:00                  | Diagouraga 22' | Chi tiết | Evans 6' 51' · Maguire 61' · Cresswell 90+1' | Lượng khán giả: 7.414 Trọng tài: Chris Sarginson |  |

| 17 tháng 3 năm 2012 35 | Leyton Orient                       | 2-0      | Brentford                 | Brisbane Road                                 |  |
| 15:00                  | Lisbie 29' · Smith 45' · Forbes 83' | Chi tiết | Logan 40' · Donaldson 64' | Lượng khán giả: 4.173 Trọng tài: Paul Tierney |  |

| 20 tháng 3 năm 2012 36 | Bournemouth              | 1-0      | Brentford    | Dean Court                                    |  |
| 19:45                  | Fogden 45' · Francis 49' | Chi tiết | Thompson 44' | Lượng khán giả: 4.563 Trọng tài: Dean Mohareb |  |

| 24 tháng 3 năm 2012 37 | Brentford                      | 2-0      | Rochdale   | Griffin Park                                    |  |
| 15:00                  | Diagouraga 32' · Donaldson 85' | Chi tiết | Jordan 33' | Lượng khán giả: 4.919 Trọng tài: Brendan Malone |  |

| 27 tháng 3 năm 2012 38 | Preston North End                                              | 1-3      | Brentford                                                          | Deepdale                                      |  |
| 19:45                  | Procter 26' · Parry 42' (ph.đ.) · Robertson 45+1' · Coutts 65' | Chi tiết | Logan 9' · Donaldson 22' (ph.đ.) 53' · Forrester 44' · Bidwell 81' | Lượng khán giả: 9.148 Trọng tài: James Adcock |  |

| 31 tháng 3 năm 2012 39 | Milton Keynes Dons                                                              | 1-2      | Brentford                                                                            | Sân vận động mk                               |  |
| 15:00                  | Smith 34' · Flanagan 59' · MacDonald 61' · Lewington 81' · Williams 88' (ph.đ.) | Chi tiết | Donaldson 12' · Douglas 26' · Thompson 75' · Bean 81' · Diagouraga 86' · Osborne 89' | Lượng khán giả: 11.570 Trọng tài: Gary Sutton |  |

| 3 tháng 4 năm 2012 40 | Brentford                       | 2-0      | Oldham Athletic                                  | Griffin Park                                  |  |
| 19:45                 | Bean 2' · McGinn 67' · Dean 85' | Chi tiết | Simpson 28' · Filipe Morais 45+2' · Furman 90+2' | Lượng khán giả: 4.593 Trọng tài: Nigel Miller |  |

| 7 tháng 4 năm 2012 41 | Brentford                        | 3-0      | Bury                                   | Griffin Park                                  |  |
| 15:00                 | Saunders 44' 63' · Logan 60' 68' | Chi tiết | Schmacher 51' · Jones 70' · Clarke 80' | Lượng khán giả: 5.192 Trọng tài: Simon Hooper |  |

| 9 tháng 4 năm 2012 42 | Hartlepool United | 0-0      | Brentford                                 | Victoria Park, Hartlepool                  |  |
| 15:00                 | Austin 83'        | Chi tiết | Douglas 42' · Saunders 51' · Morrison 81' | Lượng khán giả: 4.292 Trọng tài: Rob Lewis |  |

| 14 tháng 4 năm 2012 43 | Brentford               | 0-0      | Notts County                            | Griffin Park                                 |  |
| 15:00                  | Bidwell 73' · Logan 77' | Chi tiết | Hughes 29' · Chilvers 38' · Stewart 86' | Lượng khán giả: 7.079 Trọng tài: Lee Collins |  |

| 21 tháng 4 năm 2012 44 | Stevenage                                   | 2-1      | Brentford                                        | Broadhall Way                               |  |
| 15:00                  | Lascelles 33' · Reid 52' · Tự doman 61' 89' | Chi tiết | Douglas 72' · Saunders 82' 90+1' · Bidwell 90+1' | Lượng khán giả: 4.256 Trọng tài: Carl Berry |  |

| 28 tháng 4 năm 2012 45 | Brentford                           | 1-2      | Sheffield Wednesday                                            | Griffin Park                                     |  |
| 15:00                  | Douglas 33' · Donaldson 62' (ph.đ.) | Chi tiết | Beevers 27' · Treacy 38' · Miguel Llera 58' 66' · Buxton 90+3' | Lượng khán giả: 7.381 Trọng tài: Chris Sarginson |  |

| 5 tháng 5 năm 2012 46 | Chesterfield                            | 2-3      | Brentford                                  | Sân vận động B2net                              |  |
| 15:00                 | Moussa 69' · Darikwa 76' · Allott 90+3' | Chi tiết | Legge 12' · Diagouraga 59' · Donaldson 80' | Lượng khán giả: 5.699 Trọng tài: Danny McDermid |  |

### Cúp FA
| 12 tháng 11 năm 2011 Vòng Một | Brentford   | 1-0      | Basingstoke Town | Griffin Park                                  |  |
| 13:00                         | Saunders 9' | Chi tiết |                  | Lượng khán giả: 3.553 Trọng tài: Masaaki Toma |  |

| 3 tháng 12 năm 2011 Vòng Hai | Brentford | 0-1      | Wrexham     | Griffin Park                                |  |
| 15:00                        |           | Chi tiết | Đếnlley 33' | Lượng khán giả: 3.452 Trọng tài: Roger East |  |

### Football League Cup
| 9 tháng 8 năm 2011 Vòng Một | Hereford United | 1-0      | Brentford | Edgar Street                                |  |
| 19:45                       | Arquin 90+2'    | Chi tiết |           | Lượng khán giả: 1.767 Trọng tài: Phil Gibbs |  |

### Football League Trophy
| 30 tháng 8 năm 2011 Vòng 1                      | Milton Keynes Dons                                | 3-3 (3-4 p)                           | Brentford                         | Stadium:mk                                  |  |
| 19:45                                           | MacDonald 19' · Chadwick 30' · Douglas 86' (l.n.) | Chi tiết                              | Thompson 27' · Alexander 56', 82' | Lượng khán giả: 4.175 Trọng tài: L. Collins |  |
|                                                 |                                                   | Loạt sút luân lưu                     |                                   |                                             |  |
| Smith · Lewington · Potter · Bowditch · Gleeson |                                                   | Alexander · Douglas · Reeves · Grella |                                   |                                             |  |

| 5 tháng 10 năm 2011 Vòng 2 | Charlton Athletic | 0-3      | Brentford                                        | The Valley                                       |  |
| 19:45                      |                   | Chi tiết | Adams 2' · O'Connor 24' (ph.đ.) · Diagouraga 61' | Lượng khán giả: 3.486 Trọng tài: James Linington |  |

| 8 tháng 11 năm 2011 TK Nam | Brentford                                           | 6-0      | Bournemouth | Griffin Park                                  |  |
| 19:45                      | Saunders 5' · Grella 23', 48', 82', 84' · Logan 77' | Chi tiết |             | Lượng khán giả: 3.015 Trọng tài: Andy Woolmer |  |

| 6 tháng 12 năm 2011 BK Nam                 | Barnet | 0-0 (5-3 p)                                 | Brentford | Sân vận động Underhill                           |  |
| 19:45                                      |        | Chi tiết                                    |           | Lượng khán giả: 1.970 Trọng tài: Oliver Langford |  |
|                                            |        | Loạt sút luân lưu                           |           |                                                  |  |
| Hughes · Holmes · Deering · McLeod · Senda |        | Alexander · Douglas · Reeves · Sam Saunders |           |                                                  |  |

- Nguồn: Statto, brentfordfc.co.uk, brentfordfc.co.uk

## Đội hình thi đấu
Tuổi của cầu thủ tính đến ngày bắt đầu của mùa giải 2011-12.
| Số áo                                | Vị trí  | Tên                | Quốc tịch          | Ngày sinh (tuổi)            | Kí hợp đồng từ       | Năm kí hợp đồng | Ghi chú                                                                    |
| Thủ môn                              | Thủ môn | Thủ môn            | Thủ môn            | Thủ môn                     | Thủ môn              | Thủ môn         | Thủ môn                                                                    |
| ------------------------------------ | ------- | ------------------ | ------------------ | --------------------------- | -------------------- | --------------- | -------------------------------------------------------------------------- |
| 1                                    | GK      | Richard Lee        | Anh                | 5 tháng 10, 1982 (28 tuổi)  | Watford              | 2010            |                                                                            |
| 21                                   | GK      | Antoine Gounet     | Pháp               | 16 tháng 10, 1988 (22 tuổi) | Không có             | 2012            |                                                                            |
| 31                                   | GK      | Simon Moore        | Anh                | 19 tháng 5, 1990 (21 tuổi)  | Không có             | 2009            |                                                                            |
| Hậu vệ                               |         |                    |                    |                             |                      |                 |                                                                            |
| 3                                    | DF      | Craig Woodman      | Anh                | 22 tháng 12, 1982 (28 tuổi) | Wycombe Wanderers    | 2010            |                                                                            |
| 5                                    | DF      | Marcel Eger        | Đức                | 23 tháng 3, 1983 (28 tuổi)  | St. Pauli            | 2011            |                                                                            |
| 6                                    | DF      | Pim Balkestein     | Hà Lan             | 29 tháng 4, 1987 (24 tuổi)  | Ipswich Town         | 2010            | Cho mượn đến Rochdale và AFC Wimbledon                                     |
| 14                                   | DF      | Shay Logan         | Anh                | 29 tháng 1, 1988 (23 tuổi)  | Manchester City      | 2011            |                                                                            |
| 17                                   | DF      | Ryan Blake         | Bắc Ireland        | 8 tháng 12, 1991 (18 tuổi)  | Trẻ                  | 2009            | Cho mượn đến Farnborough và Hampton & Richmond Borough                     |
| 22                                   | DF      | Karleigh Osborne   | Anh                | 19 tháng 3, 1988 (23 tuổi)  | Trẻ                  | 2004            |                                                                            |
| 23                                   | DF      | Adam Thompson      | Bắc Ireland        | 28 tháng 9, 1992 (18 tuổi)  | Watford              | 2012            | Mượn từ Watford                                                            |
| 24                                   | DF      | Jake Bidwell       | Anh                | 21 tháng 3, 1993 (18 tuổi)  | Everton              | 2011            | Mượn từ Everton                                                            |
| 25                                   | DF      | Harlee Dean        | Anh                | 26 tháng 7, 1991 (20 tuổi)  | Southampton          | 2011            | Mượn từ Southampton                                                        |
| 30                                   | DF      | Alfie Mawson       | Anh                | 19 tháng 1, 1994 (17 tuổi)  | Trẻ                  | 2011            |                                                                            |
| 32                                   | DF      | Leon Legge         | Anh                | 1 tháng 7, 1985 (26 tuổi)   | Tonbridge Angels     | 2009            |                                                                            |
| Tiền vệ                              |         |                    |                    |                             |                      |                 |                                                                            |
| 2                                    | MF      | Kevin O'Connor (c) | Cộng hòa Ireland   | 24 tháng 2, 1982 (29 tuổi)  | Trẻ                  | 2000            |                                                                            |
| 4                                    | MF      | Marcus Bean        | Jamaica            | 2 tháng 11, 1984 (26 tuổi)  | Blackpool            | 2008            |                                                                            |
| 7                                    | MF      | Sam Saunders       | Anh                | 29 tháng 8, 1983 (27 tuổi)  | Dagenham & Redbridge | 2009            |                                                                            |
| 8                                    | MF      | Jonathan Douglas   | Cộng hòa Ireland   | 22 tháng 11, 1981 (29 tuổi) | Swindon Town         | 2011            |                                                                            |
| 11                                   | MF      | Myles Weston       | Antigua và Barbuda | 12 tháng 3, 1988 (23 tuổi)  | Notts County         | 2009            |                                                                            |
| 16                                   | MF      | Sam Wood           | Anh                | 9 tháng 8, 1986 (24 tuổi)   | Bromley              | 2008            | Cho mượn đến Rotherham United                                              |
| 18                                   | MF      | Niall McGinn       | Bắc Ireland        | 20 tháng 7, 1987 (24 tuổi)  | Celtic               | 2011            | Mượn từ Celtic                                                             |
| 19                                   | MF      | Harry Forrester    | Anh                | 2 tháng 1, 1991 (20 tuổi)   | Aston Villa          | 2011            |                                                                            |
| 20                                   | MF      | Toumani Diagouraga | Pháp               | 20 tháng 6, 1987 (24 tuổi)  | Peterborough United  | 2010            |                                                                            |
| 27                                   | MF      | Manny Oyeleke      | Anh                | 24 tháng 12, 1992 (18 tuổi) | Trẻ                  | 2011            |                                                                            |
| 40                                   | MF      | Jake Reeves        | Anh                | 30 tháng 5, 1993 (18 tuổi)  | Trẻ                  | 2011            |                                                                            |
| Tiền đạo                             |         |                    |                    |                             |                      |                 |                                                                            |
| 9                                    | FW      | Clayton Donaldson  | Jamaica            | 7 tháng 2, 1984 (27 tuổi)   | Crewe Alexandra      | 2011            |                                                                            |
| 17                                   | FW      | Clinton Morrison   | Cộng hòa Ireland   | 14 tháng 5, 1979 (32 tuổi)  | Sheffield Wednesday  | 2012            | Mượn từ Sheffield Wednesday                                                |
| 28                                   | FW      | Antonio German     | Grenada            | 2 tháng 1, 1991 (20 tuổi)   | Không có             | 2012            |                                                                            |
| 29                                   | FW      | Gary Alexander     | Anh                | 15 tháng 8, 1979 (31 tuổi)  | Millwall             | 2010            | Cho mượn đến Crawley Town                                                  |
| 33                                   | FW      | Luke Norris        | Anh                | 30 tháng 6, 1993 (18 tuổi)  | Trẻ                  | 2011            |                                                                            |
| Cầu thủ rời câu lạc bộ giữa mùa giải |         |                    |                    |                             |                      |                 |                                                                            |
| 10                                   | FW      | Saido Berahino     | Burundi            | 4 tháng 8, 1993 (18 tuổi)   | West Bromwich Albion | 2012            | Trở lại West Bromwich Albion sau khi mượn                                  |
| 10                                   | FW      | Mike Grella        | Hoa Kỳ             | 23 tháng 1, 1987 (24 tuổi)  | Leeds United         | 2011            | Mượn từ Leeds United trước khi chuyển nhượng vĩnh viễn Giải phóng hợp đồng |
| 10                                   | FW      | Charlie MacDonald  | Anh                | 13 tháng 2, 1981 (30 tuổi)  | Southend United      | 2008            | Chuyển đến Milton Keynes Dons                                              |
| 12                                   | MF      | Adam Forshaw       | Anh                | 8 tháng 10, 1991 (19 tuổi)  | Everton              | 2012            | Trở lại Everton sau khi mượn                                               |
| 12                                   | DF      | Michael Spillane   | Cộng hòa Ireland   | 23 tháng 3, 1989 (22 tuổi)  | Norwich City         | 2010            | Cho mượn đến Dagenham & Redbridge Transferred to Dagenham & Redbridge      |
| 17                                   | FW      | Kirk Hudson        | Anh                | 12 tháng 12, 1986 (24 tuổi) | Aldershot Town       | 2010            | Giải phóng hợp đồng                                                        |
| 21                                   | GK      | Conor Devlin       | Bắc Ireland        | 23 tháng 9, 1991 (19 tuổi)  | Không có             | 2011            | Giải phóng hợp đồng                                                        |
| 21                                   | GK      | Simon Royce        | Anh                | 9 tháng 9, 1971 (39 tuổi)   | Gillingham           | 2010            | Giải nghệ                                                                  |
| 23                                   | GK      | Dale Bennett       | Anh                | 6 tháng 1, 1990 (21 tuổi)   | Watford              | 2012            | Trở lại Watford sau khi mượn                                               |
| 24                                   | DF      | Blair Adams        | Anh                | 8 tháng 9, 1991 (19 tuổi)   | Sunderland           | 2011            | Trở lại Sunderland sau khi mượn                                            |
| 25                                   | DF      | Miguel Llera       | Tây Ban Nha        | 7 tháng 8, 1979 (31 tuổi)   | Blackpool            | 2011            | Trở lại Blackpool sau khi mượn                                             |
| 26                                   | FW      | David Clarkson     | Scotland           | 10 tháng 9, 1985 (25 tuổi)  | Bristol City         | 2011            | Trở lại Bristol City sau khi mượn                                          |
| 26                                   | FW      | Piero Mingoia      | Anh                | 20 tháng 10, 1991 (19 tuổi) | Watford              | 2011            | Trở lại Watford sau khi mượn                                               |

- Nguồn: Soccerbase

## Ban huấn luyện
| Tên              | Chức vụ                  |
| ---------------- | ------------------------ |
| Uwe Rösler       | Huấn luyện viên          |
| Alan Kernaghan   | Trợ lý Huấn luyện viên   |
| Peter Farrell    | Huấn luyện viên đội một  |
| Simon Royce      | Huấn luyện viên thủ môn  |
| Ben Wood         | Bác sĩ vật lý trị liệu   |
| Chris Haslam     | Head of Conditioning     |
| Darren Glenister | Bác sĩ trị liệu thể thao |
| Chris Domoney    | Masseur                  |
| Bob Oteng        | Kit Man                  |

## Thống kê

### Số trận và bàn thắng
Số trận ra sân từ dự bị nằm trong ngoặc đơn.
| Số áo                               | Vị trí | Quốc tịch          | Tên                | League  | League    | Cúp FA  | Cúp FA    | League Cup | League Cup | FL Trophy | FL Trophy | Tổng    | Tổng      |
| Số áo                               | Vị trí | Quốc tịch          | Tên                | Số trận | Bàn thắng | Số trận | Bàn thắng | Số trận    | Bàn thắng  | Số trận   | Bàn thắng | Số trận | Bàn thắng |
| ----------------------------------- | ------ | ------------------ | ------------------ | ------- | --------- | ------- | --------- | ---------- | ---------- | --------- | --------- | ------- | --------- |
| 1                                   | GK     | Anh                | Richard Lee        | 37      | 0         | 2       | 0         | 0          | 0          | 3         | 0         | 42      | 0         |
| 2                                   | MF     | Cộng hòa Ireland   | Kevin O'Connor     | 9 (5)   | 1         | 1       | 0         | 1          | 0          | 2         | 1         | 13 (5)  | 2         |
| 3                                   | DF     | Anh                | Craig Woodman      | 18      | 0         | 1       | 0         | 0          | 0          | 3         | 0         | 22      | 0         |
| 4                                   | MF     | Jamaica            | Marcus Bean        | 22 (10) | 2         | 0 (1)   | 0         | 1          | 0          | 3         | 0         | 26 (11) | 2         |
| 5                                   | DF     | Đức                | Marcel Eger        | 13 (3)  | 0         | 1       | 0         | 1          | 0          | 4         | 0         | 19 (3)  | 0         |
| 6                                   | DF     | Hà Lan             | Pim Balkestein     | 2 (3)   | 0         | —       | —         | 0          | 0          | —         | —         | 2 (3)   | 0         |
| 7                                   | MF     | Anh                | Sam Saunders       | 29 (8)  | 10        | 2       | 1         | 1          | 0          | 2 (1)     | 1         | 34 (9)  | 12        |
| 8                                   | MF     | Cộng hòa Ireland   | Jonathan Douglas   | 46      | 2         | 1       | 0         | 1          | 0          | 3         | 0         | 51      | 2         |
| 9                                   | FW     | Jamaica            | Clayton Donaldson  | 40 (6)  | 11        | 0 (2)   | 0         | 1          | 0          | 2         | 0         | 43 (8)  | 11        |
| 10                                  | FW     | Hoa Kỳ             | Mike Grella        | 1 (10)  | 0         | 2       | 0         | —          | —          | 1 (3)     | 4         | 4 (13)  | 4         |
| 10                                  | FW     | Anh                | Charlie MacDonald  | 0 (3)   | 0         | —       | —         | 1          | 0          | —         | —         | 1 (3)   | 0         |
| 11                                  | MF     | Antigua và Barbuda | Myles Weston       | 11 (15) | 1         | 1       | 0         | 0 (1)      | 0          | 3         | 0         | 15 (16) | 1         |
| 12                                  | DF     | Cộng hòa Ireland   | Michael Spillane   | 0 (1)   | 0         | 0       | 0         | 0          | 0          | 0         | 0         | 0 (1)   | 0         |
| 14                                  | DF     | Anh                | Shay Logan         | 26 (1)  | 3         | 2       | 0         | 1          | 0          | 2         | 1         | 31 (1)  | 4         |
| 16                                  | MF     | Anh                | Sam Wood           | 3 (2)   | 0         | 0       | 0         | 1          | 0          | 0 (2)     | 0         | 4 (4)   | 0         |
| 19                                  | MF     | Anh                | Harry Forrester    | 7 (12)  | 0         | 0       | 0         | 0          | 0          | 1         | 0         | 8 (12)  | 0         |
| 20                                  | MF     | Pháp               | Toumani Diagouraga | 30 (5)  | 4         | 2       | 0         | 0          | 0          | 3         | 1         | 35 (5)  | 3         |
| 22                                  | DF     | Anh                | Karleigh Osborne   | 22 (3)  | 0         | 0       | 0         | 1          | 0          | 1         | 0         | 24 (3)  | 0         |
| 27                                  | MF     | Anh                | Manny Oyeleke      | 1       | 0         | 0 (1)   | 0         | 0          | 0          | 0         | 0         | 1 (1)   | 0         |
| 28                                  | FW     | Grenada            | Antonio German     | 0 (2)   | 0         | —       | —         | —          | —          | —         | —         | 0 (2)   | 0         |
| 29                                  | FW     | Anh                | Gary Alexander     | 20 (4)  | 12        | 2       | 0         | 0 (1)      | 0          | 1 (2)     | 2         | 23 (7)  | 14        |
| 31                                  | GK     | Anh                | Simon Moore        | 9 (1)   | 0         | 0       | 0         | 1          | 0          | 1         | 0         | 11 (1)  | 0         |
| 32                                  | DF     | Anh                | Leon Legge         | 23 (5)  | 4         | 1 (1)   | 0         | 0          | 0          | 0 (1)     | 0         | 24 (7)  | 4         |
| 33                                  | FW     | Anh                | Luke Norris        | 0 (1)   | 0         | 0       | 0         | 0          | 0          | 0         | 0         | 0 (1)   | 0         |
| 40                                  | MF     | Anh                | Jake Reeves        | 7 (1)   | 0         | 0       | 0         | 0 (1)      | 0          | 0 (2)     | 0         | 7 (4)   | 0         |
| Cầu thủ cho mượn đến trong mùa giải |        |                    |                    |         |           |         |           |            |            |           |           |         |           |
| 10                                  | FW     | Burundi            | Saido Berahino     | 5 (3)   | 4         | —       | —         | —          | —          | —         | —         | 5 (3)   | 4         |
| 12                                  | MF     | Anh                | Adam Forshaw       | 6 (1)   | 0         | —       | —         | —          | —          | —         | —         | 6 (1)   | 0         |
| 17                                  | FW     | Cộng hòa Ireland   | Clinton Morrison   | 4 (4)   | 0         | —       | —         | —          | —          | —         | —         | 4 (4)   | 0         |
| 18                                  | MF     | Bắc Ireland        | Niall McGinn       | 27 (10) | 5         | 1 (1)   | 0         | 0          | 0          | 1 (1)     | 0         | 29 (12) | 5         |
| 23                                  | DF     | Anh                | Dale Bennett       | 5       | 1         | 0       | 0         | —          | —          | 0         | 0         | 5       | 1         |
| 23                                  | DF     | Bắc Ireland        | Adam Thompson      | 16 (4)  | 0         | —       | —         | —          | —          | 2         | 1         | 18 (4)  | 1         |
| 24                                  | DF     | Anh                | Blair Adams        | 6 (1)   | 0         | 1       | 0         | —          | —          | 0 (1)     | 1         | 7 (2)   | 1         |
| 24                                  | DF     | Anh                | Jake Bidwell       | 24      | 0         | —       | —         | —          | —          | 1         | 0         | 25      | 0         |
| 25                                  | DF     | Anh                | Harlee Dean        | 23 (3)  | 1         | 1       | 0         | —          | —          | 1         | 0         | 25 (3)  | 1         |
| 25                                  | DF     | Tây Ban Nha        | Miguel Llera       | 10 (1)  | 0         | 1       | 0         | —          | —          | 2         | 0         | 13 (1)  | 0         |
| 26                                  | FW     | Scotland           | David Clarkson     | 4       | 1         | —       | —         | —          | —          | 1         | 0         | 5       | 1         |

- Cầu thủ được liệt kê in nghiêng rời câu lạc bộ giữa mùa giải.
- Nguồn: Soccerbase

### Cầu thủ ghi bàn
| Số áo | Vị trí | Quốc tịch          | Cầu thủ            | FL1 | FAC | FLC | FLT | Tổng |
| ----- | ------ | ------------------ | ------------------ | --- | --- | --- | --- | ---- |
| 29    | FW     | Anh                | Gary Alexander     | 12  | 0   | 0   | 2   | 14   |
| 7     | MF     | Anh                | Sam Saunders       | 10  | 1   | 0   | 1   | 12   |
| 9     | FW     | Jamaica            | Clayton Donaldson  | 11  | 0   | 0   | 0   | 11   |
| 18    | MF     | Bắc Ireland        | Niall McGinn       | 5   | 0   | 0   | 0   | 5    |
| 10    | FW     | Burundi            | Saido Berahino     | 4   | —   | —   | —   | 4    |
| 32    | DF     | Anh                | Leon Legge         | 4   | 0   | 0   | 0   | 4    |
| 14    | DF     | Anh                | Shay Logan         | 3   | 0   | 0   | 1   | 4    |
| 10    | FW     | Hoa Kỳ             | Mike Grella        | 0   | 0   | —   | 4   | 4    |
| 20    | MF     | Pháp               | Toumani Diagouraga | 2   | 0   | 0   | 1   | 3    |
| 4     | MF     | Jamaica            | Marcus Bean        | 2   | 0   | 0   | 0   | 2    |
| 8     | MF     | Cộng hòa Ireland   | Jonathan Douglas   | 2   | 0   | 0   | 0   | 2    |
| 2     | MF     | Cộng hòa Ireland   | Kevin O'Connor     | 1   | 0   | 0   | 1   | 2    |
| 26    | FW     | Scotland           | David Clarkson     | 1   | —   | —   | 0   | 1    |
| 25    | DF     | Anh                | Harlee Dean        | 1   | 0   | —   | 0   | 1    |
| 11    | MF     | Antigua và Barbuda | Myles Weston       | 1   | 0   | 0   | 0   | 1    |
| 23    | DF     | Bắc Ireland        | Adam Thompson      | 0   | —   | —   | 1   | 1    |
| 24    | DF     | Anh                | Blair Adams        | 0   | 0   | —   | 1   | 1    |
| Tổng  | Tổng   | Tổng               | Tổng               | 63  | 1   | 0   | 9   | 72   |

- Cầu thủ được liệt kê in nghiêng rời câu lạc bộ giữa mùa giải.
- Nguồn: Soccerbase

### Thẻ phạt
| Số áo | Vị trí | Quốc tịch          | Cầu thủ            | FL1      | FL1    | FAC      | FAC    | FLC      | FLC    | FLT      | FLT    | Tổng     | Tổng   | Điểm |
| Số áo | Vị trí | Quốc tịch          | Cầu thủ            | Thẻ vàng | Thẻ đỏ | Thẻ vàng | Thẻ đỏ | Thẻ vàng | Thẻ đỏ | Thẻ vàng | Thẻ đỏ | Thẻ vàng | Thẻ đỏ | Điểm |
| ----- | ------ | ------------------ | ------------------ | -------- | ------ | -------- | ------ | -------- | ------ | -------- | ------ | -------- | ------ | ---- |
| 8     | MF     | Cộng hòa Ireland   | Jonathan Douglas   | 8        | 0      | 0        | 0      | 1        | 0      | 2        | 0      | 11       | 0      | 11   |
| 4     | MF     | Jamaica            | Marcus Bean        | 5        | 0      | 1        | 0      | 0        | 0      | 1        | 0      | 7        | 0      | 7    |
| 20    | MF     | Pháp               | Toumani Diagouraga | 5        | 0      | 0        | 0      | 0        | 0      | 1        | 0      | 6        | 0      | 6    |
| 5     | DF     | Đức                | Marcel Eger        | 5        | 0      | 0        | 0      | 0        | 0      | 0        | 0      | 5        | 0      | 5    |
| 7     | MF     | Anh                | Sam Saunders       | 4        | 0      | 1        | 0      | 0        | 0      | 0        | 0      | 5        | 0      | 5    |
| 25    | DF     | Tây Ban Nha        | Miguel Llera       | 1        | 1      | 0        | 0      | —        | —      | 1        | 0      | 2        | 1      | 5    |
| 23    | DF     | Bắc Ireland        | Adam Thompson      | 4        | 0      | —        | —      | —        | —      | 0        | 0      | 4        | 0      | 4    |
| 24    | DF     | Anh                | Jake Bidwell       | 4        | 0      | —        | —      | —        | —      | 0        | 0      | 4        | 0      | 4    |
| 14    | DF     | Anh                | Shay Logan         | 4        | 0      | 0        | 0      | 0        | 0      | 0        | 0      | 4        | 0      | 4    |
| 25    | DF     | Anh                | Harlee Dean        | 3        | 0      | 0        | 0      | —        | —      | 0        | 0      | 3        | 0      | 3    |
| 29    | FW     | Anh                | Gary Alexander     | 3        | 0      | 0        | 0      | 0        | 0      | 0        | 0      | 3        | 0      | 3    |
| 32    | DF     | Anh                | Leon Legge         | 3        | 0      | 0        | 0      | 0        | 0      | 0        | 0      | 3        | 0      | 3    |
| 22    | DF     | Anh                | Karleigh Osborne   | 3        | 0      | 0        | 0      | 0        | 0      | 0        | 0      | 3        | 0      | 3    |
| 9     | FW     | Jamaica            | Clayton Donaldson  | 2        | 0      | 0        | 0      | 0        | 0      | 0        | 0      | 2        | 0      | 2    |
| 10    | FW     | Hoa Kỳ             | Mike Grella        | 1        | 0      | 0        | 0      | —        | —      | 1        | 0      | 2        | 0      | 2    |
| 17    | FW     | Cộng hòa Ireland   | Clinton Morrison   | 1        | 0      | —        | —      | —        | —      | —        | —      | 1        | 0      | 1    |
| 19    | MF     | Anh                | Harry Forrester    | 1        | 0      | 0        | 0      | 0        | 0      | 0        | 0      | 1        | 0      | 1    |
| 1     | GK     | Anh                | Richard Lee        | 1        | 0      | 0        | 0      | 0        | 0      | 0        | 0      | 1        | 0      | 1    |
| 2     | MF     | Cộng hòa Ireland   | Kevin O'Connor     | 1        | 0      | 0        | 0      | 0        | 0      | 0        | 0      | 1        | 0      | 1    |
| 12    | DF     | Cộng hòa Ireland   | Michael Spillane   | 1        | 0      | 0        | 0      | 0        | 0      | 0        | 0      | 1        | 0      | 1    |
| 11    | MF     | Antigua và Barbuda | Myles Weston       | 1        | 0      | 0        | 0      | 0        | 0      | 0        | 0      | 1        | 0      | 1    |
| 3     | DF     | Anh                | Craig Woodman      | 1        | 0      | 0        | 0      | 0        | 0      | 0        | 0      | 1        | 0      | 1    |
| Tổng  | Tổng   | Tổng               | Tổng               | 62       | 1      | 2        | 0      | 1        | 0      | 6        | 0      | 71       | 1      | 74   |

- Cầu thủ được liệt kê in nghiêng rời câu lạc bộ giữa mùa giải.
- Nguồn: ESPN FC

### Thi đấu cho đội tuyển quốc gia
| Số áo | Vị trí | Quốc tịch | Cầu thủ     | Số trận | Bàn thắng | Tham khảo |
| ----- | ------ | --------- | ----------- | ------- | --------- | --------- |
| 4     | MF     | Jamaica   | Marcus Bean | 1       | 0         | [ 1 ]     |

### Quản lý
| Tên        | Quốc tịch | Từ                 | Đến                | Mọi đấu trường | Mọi đấu trường | Mọi đấu trường | Mọi đấu trường | Mọi đấu trường | Giải quốc nội | Giải quốc nội | Giải quốc nội | Giải quốc nội | Giải quốc nội |
| Tên        | Quốc tịch | Từ                 | Đến                | P              | W              | D              | L              | W %            | P             | W             | D             | L             | W %           |
| ---------- | --------- | ------------------ | ------------------ | -------------- | -------------- | -------------- | -------------- | -------------- | ------------- | ------------- | ------------- | ------------- | ------------- |
| Uwe Rösler | Đức       | 6 tháng 8 năm 2011 | 5 tháng 5 năm 2012 | 53             | 21             | 15             | 17             | 039,62\|       | 46            | 18            | 13            | 15            | 039,13        |

### Tóm tắt
| Số trận thi đấu                   | 53 (46 League One, 2 Cúp FA, 4 League Cup, 7 Football League Trophy) |
| Số trận thắng                     | 21 (18 League One, 1 Cúp FA, 0 League Cup, 2 Football League Trophy) |
| Số trận hòa                       | 15 (13 League One, 0 Cúp FA, 0 League Cup, 2 Football League Trophy) |
| Số trận thua                      | 17 (15 League One, 1 Cúp FA, 1 League Cup, 0 Football League Trophy) |
| Số bàn thắng                      | 76 (63 League One, 1 Cúp FA, 0 League Cup, 12 Football League Trophy) |
| Số bàn thua                       | 57 (52 League One, 1 Cúp FA, 1 League Cup, 3 Football League Trophy) |
| Số trận sạch lưới                 | 20 (16 League One, 1 Cúp FA, 0 League Cup, 3 Football League Trophy) |
| Trận thắng giải quốc nội đậm nhất | 5-0 với Leyton Orient, 20 tháng 8 năm 2011 |
| Trận thua giải quốc nội đậm nhất  | 4-0 với Huddersfield Town, 1 tháng 10 năm 2011 |
| Số lần ra sân nhiều nhất          | 51, Clayton Donaldson (46 League One, 2 Cúp FA, 1 League Cup, 2 Football League Trophy), Jonathan Douglas (46 League One, 1 Cúp FA, 1 League Cup, 3 Football League Trophy) |
| Vua phá lưới (giải quốc nội)      | 12, Gary Alexander |
| Vua phá lưới (mọi đấu trường)     | 14, Gary Alexander |

## Chuyển nhượng và cho mượn
| Cầu thủ chuyển nhượng đến   | Cầu thủ chuyển nhượng đến | Cầu thủ chuyển nhượng đến | Cầu thủ chuyển nhượng đến  | Cầu thủ chuyển nhượng đến | Cầu thủ chuyển nhượng đến |
| Ngày                        | Vị trí                    | Tên                       | Câu lạc bộ trước           | Mức phí                   | Tham khảo                 |
| --------------------------- | ------------------------- | ------------------------- | -------------------------- | ------------------------- | ------------------------- |
| 1 tháng 7 năm 2011          | MF                        | Liam Bellamy              | Charlton Athletic          | Tự do                     | [ 2 ]                     |
| 1 tháng 7 năm 2011          | FW                        | Clayton Donaldson         | Crewe Alexandra            | Tự do                     | [ 3 ]                     |
| 1 tháng 7 năm 2011          | MF                        | Jonathan Douglas          | Swindon Town               | Tự do                     | [ 4 ]                     |
| 1 tháng 7 năm 2011          | DF                        | Marcel Eger               | St. Pauli                  | Tự do                     | [ 5 ]                     |
| 1 tháng 7 năm 2011          | DF                        | Sam Griffiths             | Wolverhampton Wanderers    | Tự do                     | [ 2 ]                     |
| 1 tháng 7 năm 2011          | DF                        | Michael Kamau             | Fulham                     | Tự do                     | [ 2 ]                     |
| 1 tháng 7 năm 2011          | DF                        | Shay Logan                | Manchester City            | Tự do                     | [ 6 ]                     |
| 1 tháng 7 năm 2011          | DF                        | Aaron Pierre              | Fulham                     | Tự do                     | [ 2 ]                     |
| 4 tháng 8 năm 2011          | MF                        | Harry Forrester           | Aston Villa                | Tự do                     | [ 7 ]                     |
| 26 tháng 8 năm 2011         | FW                        | Mike Grella               | Leeds United               | Tự do                     | [ 8 ]                     |
| 29 tháng 9 năm 2011         | MF                        | Josh Ekim                 | Không có                   | Tự do                     | [ 9 ]                     |
| 3 tháng 11 năm 2011         | GK                        | Conor Devlin              | Không có                   | Tự do                     | [ 10 ]                    |
| 8 tháng 1 năm 2012          | MF                        | Jack Warburton            | Leicester City             | Tự do                     | [ 11 ]                    |
| 26 tháng 1 năm 2012         | FW                        | Antonio German            | Không có                   | Tự do                     | [ 12 ]                    |
| 28 tháng 1 năm 2012         | GK                        | Antoine Gounet            | Không có                   | Tự do                     | [ 13 ]                    |
| Cầu thủs loaned in          |                           |                           |                            |                           |                           |
| Từ ngày                     | Vị trí                    | Tên                       | Từ                         | Đến ngày                  | Tham khảo                 |
| 12 tháng 7 năm 2011         | MF                        | Niall McGinn              | Celtic                     | Kết thúc mùa giải         | [ 14 ]                    |
| 25 tháng 8 năm 2011         | DF                        | Adam Thompson             | Watford                    | 25 tháng 10 năm 2011      | [ 15 ]                    |
| 26 tháng 8 năm 2011         | FW                        | Mike Grella               | Leeds United               | 31 tháng 8 năm 2011       | [ 16 ]                    |
| 8 tháng 9 năm 2011          | DF                        | Blair Adams               | Sunderland                 | 24 tháng 11 năm 2011      | [ 17 ]                    |
| 8 tháng 9 năm 2011          | DF                        | Miguel Llera              | Blackpool                  | 22 tháng 11 năm 2011      | [ 17 ]                    |
| 16 tháng 9 năm 2011         | FW                        | David Clarkson            | Bristol City               | 16 tháng 10 năm 2011      | [ 18 ]                    |
| 27 tháng 10 năm 2011        | DF                        | Dale Bennett              | Watford                    | 28 tháng 11 năm 2011      | [ 19 ]                    |
| 24 tháng 11 năm 2011        | DF                        | Jake Bidwell              | Everton                    | Kết thúc mùa giải         | [ 20 ]                    |
| 24 tháng 11 năm 2011        | DF                        | Harlee Dean               | Southampton                | Kết thúc mùa giải         | [ 21 ]                    |
| 1 tháng 1 năm 2012          | DF                        | Dale Bennett              | Watford                    | 1 tháng 2 năm 2012        | [ 22 ]                    |
| 5 tháng 1 năm 2012          | MF                        | Piero Mingoia             | Watford                    | 23 tháng 1 năm 2012       | [ 23 ]                    |
| 9 tháng 2 năm 2012          | FW                        | Saido Berahino            | West Bromwich Albion       | 3 tháng 4 năm 2012        | [ 24 ]                    |
| 9 tháng 2 năm 2012          | DF                        | Adam Thompson             | Watford                    | Kết thúc mùa giải         | [ 25 ]                    |
| 22 tháng 2 năm 2012         | MF                        | Adam Forshaw              | Everton                    | tháng 4 năm 2012          | [ 26 ]                    |
| 22 tháng 3 năm 2012         | FW                        | Clinton Morrison          | Sheffield Wednesday        | Kết thúc mùa giải         | [ 27 ]                    |
| Cầu thủ chuyển nhượng đi    |                           |                           |                            |                           |                           |
| Ngày                        | Vị trí                    | Tên                       | Câu lạc bộ đến             | Mức phí                   | Tham khảo                 |
| 26 tháng 8 năm 2011         | FW                        | Charlie MacDonald         | Milton Keynes Dons         | £35.000                   | [ 16 ]                    |
| Cầu thủs loaned out         |                           |                           |                            |                           |                           |
| Từ ngày                     | Vị trí                    | Tên                       | To                         | Đến ngày                  | Tham khảo                 |
| 19 tháng 8 năm 2011         | DF                        | Pim Balkestein            | Rochdale                   | 1 tháng 1 năm 2012        | [ 28 ]                    |
| 28 tháng 10 năm 2011        | DF                        | Ryan Blake                | Farnborough                | 2 tháng 12 năm 2011       | [ 29 ]                    |
| 17 tháng 11 năm 2011        | DF                        | Michael Spillane          | Dagenham & Redbridge       | 6 tháng 1 năm 2012        | [ 30 ]                    |
| 24 tháng 11 năm 2011        | MF                        | Sam Wood                  | Rotherham United           | 3 tháng 5 năm 2012        | [ 31 ]                    |
| 19 tháng 1 năm 2012         | DF                        | Ryan Blake                | Hampton & Richmond Borough | 27 tháng 2 năm 2012       | [ 32 ]                    |
| 9 tháng 3 năm 2012          | FW                        | Gary Alexander            | Crawley Town               | Kết thúc mùa giải         | [ 33 ]                    |
| 9 tháng 3 năm 2012          | DF                        | Pim Balkestein            | AFC Wimbledon              | 9 tháng 4 năm 2012        | [ 34 ]                    |
| 12 tháng 3 năm 2012         | MF                        | Liam Bellamy              | Ebbsfleet United           | Kết thúc mùa giải         | [ 35 ]                    |
| 13 tháng 3 năm 2012         | GK                        | Tom Warren                | Dover Athletic             | Kết thúc mùa giải         | [ 36 ]                    |
| Cầu thủ giải phóng hợp đồng |                           |                           |                            |                           |                           |
| Ngày                        | Vị trí                    | Tên                       | Câu lạc bộ đến             | Ngày gia nhập             | Tham khảo                 |
| 18 tháng 8 năm 2011         | FW                        | Nicky Forster             | Lingfield                  | tháng 8 năm 2011          | [ 37 ]                    |
| 5 tháng 12 năm 2011         | GK                        | Conor Devlin              | Cliftonville               | tháng 5 năm 2012          | [ 38 ]                    |
| 2011                        | GK                        | Simon Royce               | Giải nghệ                  |                           | [ 39 ]                    |
| 5 tháng 1 năm 2012          | DF                        | Michael Spillane          | Dagenham & Redbridge       | 6 tháng 1 năm 2012        | [ 40 ]                    |
| 31 tháng 1 năm 2012         | FW                        | Mike Grella               | Bury                       | 27 tháng 2 năm 2012       | [ 41 ]                    |
| 12 tháng 3 năm 2012         | FW                        | Kirk Hudson               | Canvey Island              | 21 tháng 8 năm 2012       | [ 42 ]                    |
| 18 tháng 5 năm 2012         | DF                        | Marcel Eger               | Giải nghệ                  |                           | [ 43 ]                    |
| 30 tháng 6 năm 2012         | FW                        | Gary Alexander            | Crawley Town               | 1 tháng 7 năm 2012        | [ 44 ]                    |
| 30 tháng 6 năm 2012         | MF                        | Marcus Bean               | Colchester United          | 1 tháng 7 năm 2012        | [ 44 ]                    |
| 30 tháng 6 năm 2012         | MF                        | Liam Bellamy              | Ebbsfleet United           | 1 tháng 7 năm 2012        | [ 45 ]                    |
| 30 tháng 6 năm 2012         | DF                        | Ryan Blake                | Ebbsfleet United           | 1 tháng 8 năm 2012        | [ 46 ]                    |
| 30 tháng 6 năm 2012         | MF                        | Josh Ekim                 | Hayes & Yeading            | 15 tháng 8 năm 2012       | [ 47 ]                    |
| 30 tháng 6 năm 2012         | DF                        | Karleigh Osborne          | Millwall                   | 13 tháng 7 năm 2012       | [ 44 ]                    |
| 30 tháng 6 năm 2012         | MF                        | Sam Wood                  | Wycombe Wanderers          | 3 tháng 7 năm 2012        | [ 44 ]                    |

## Trang phục
Nhà cung cấp: Puma
Nhà tài trợ: Hertings (home), Bathwise (away)

| Sân nhà | Sân khách |

Nguồn: brentfordfc.co.uk, brentfordfc.co.uk

## Đội trẻ

### Đội hình thi đấu
Tuổi của cầu thủ tính đến ngày bắt đầu của mùa giải 2011-12 senior season.
| #        | Vị trí | Tên            | Quốc tịch   | Ngày sinh (tuổi)            | Kí hợp đồng từ          | Năm kí hợp đồng | Ghi chú                                                |
| Hậu vệ   | Hậu vệ | Hậu vệ         | Hậu vệ      | Hậu vệ                      | Hậu vệ                  | Hậu vệ          | Hậu vệ                                                 |
| -------- | ------ | -------------- | ----------- | --------------------------- | ----------------------- | --------------- | ------------------------------------------------------ |
| 17       | DF     | Ryan Blake     | Bắc Ireland | 8 tháng 12, 1991 (19 tuổi)  | Trẻ                     | 2009            | Cho mượn đến Farnborough và Hampton & Richmond Borough |
| ―        | DF     | Sam Griffiths  | Anh         | 2 tháng 11, 1992 (18 tuổi)  | Wolverhampton Wanderers | 2011            |                                                        |
| ―        | DF     | Michael Kamau  | Anh         | 22 tháng 1, 1993 (18 tuổi)  | Fulham                  | 2011            |                                                        |
| ―        | DF     | Aaron Pierre   | Grenada     | 17 tháng 2, 1993 (18 tuổi)  | Fulham                  | 2011            |                                                        |
| Tiền vệ  |        |                |             |                             |                         |                 |                                                        |
| ―        | MF     | Liam Bellamy   | Anh         | 16 tháng 10, 1991 (19 tuổi) | Charlton Athletic       | 2011            | Cho mượn đến Ebbsfleet United                          |
| ―        | MF     | Josh Ekim      | Anh         | 17 tháng 1, 1991 (20 tuổi)  | Không có                | 2011            |                                                        |
| 40       | MF     | Jake Reeves    | Anh         | 30 tháng 5, 1993 (18 tuổi)  | Trẻ                     | 2011            |                                                        |
| ―        | MF     | Jack Warburton | Bắc Ireland | 27 tháng 4, 1993 (18 tuổi)  | Leicester City          | 2012            |                                                        |
| Tiền đạo |        |                |             |                             |                         |                 |                                                        |
| 28       | FW     | Antonio German | Grenada     | 2 tháng 1, 1991 (20 tuổi)   | Không có                | 2012            |                                                        |

- Nguồn: brentfordfc.co.uk

### Tóm tắt
| Số trận thi đấu                  | 18                                                           |
| Số trận thắng                    | 3                                                            |
| Số trận hòa                      | 5                                                            |
| Số trận thua                     | 10                                                           |
| Số bàn thắng                     | 30                                                           |
| Số bàn thua                      | 42                                                           |
| Số trận sạch lưới                | 1                                                            |
| Trận thắng đậm nhất              | 7-0 với Nike Academy, 22 tháng 2 năm 2012                    |
| Trận thua giải quốc nội đậm nhất | 3-0 on two occasions; 4-1 với Northwood, 30 tháng 7 năm 2011 |
| Số lần ra sân nhiều nhất         | 18, Aaron Pierre                                             |
| Vua phá lưới                     | 4, Antonio German, Luke Norris, Manny Oyeleke, Sam Wood      |

- Nguồn: brentfordfc.co.uk

## Giải thưởng
- Supporters' Cầu thủ xuất sắc nhất năm: Jonathan Douglas[48]
- Community Cầu thủ xuất sắc nhất năm: Marcus Bean[48]
- Football League Family Excellence Award[49]